# Rhenocen
Rhenocen (Benennung nach IUPAC: Bis(η5-cyclopentadienyl)rhenium(II)) mit der Halbstrukturformel [Re(C5H5)2] oder auch [Re(Cp)2], ist eine chemische Verbindung des Rheniums aus der Gruppe der Metallocene.

## Gewinnung und Darstellung
Rhenocen kann durch Photolyse von Re(C5H5)2H in einer Stickstoff- und Argonmatrix bei 12 K hergestellt, isoliert und untersucht werden. Oberhalb dieser Temperatur können ein Pentamethylderivat und Rhenocenhydrid isoliert werden.

## Eigenschaften
Bei sehr tiefen Temperaturen liegt der Rhenocenkomplex monomer vor und hat eine Sandwichstruktur.

## Verwendung
Rhenocenkomplexe werden bezüglich ihrer Antitumoraktivität untersucht.